# 2-ميثيل الهبتان
2-ميثيل الهبتان هو مركب عضوي من الهيدروكربونات صيغته الكيميائية C8H18، وهو أحد مصاواغات الأوكتان.
يمكن كتابة صيغته على الشكل :CH3)2CH(CH2)4CH3).

## الوفرة الطبيعية
يمكن الحصول على المركب طبيعياً من تكرير النفط؛ كما يوجد في بعض أنواع حبوب البن الخضراء.

## الخواص
يوجد المركب على شكل سائل عديم اللون في الشروط القياسية، وهو غير قابل للامتزاج مع الماء.